# Резолюция Совета Безопасности ООН 96
Резолюция Совета Безопасности ООН 96 — резолюция, принятая 10 ноября 1951 года направленная на урегулирование Кашмирского конфликта. Резолюция призывала к проведению референдума, но была проигнорирована участниками конфликта Индией и Пакистаном.
Совет Безопасности получив и приняв к сведению доклад представителя Организации Объединённых Наций в Индии и Пакистане Френка П. Грема, а также выслушав его выступления перед Советом, одобрил его программу по демилитаризации в княжестве Джамму и Кашмир. В этой резолюции Совет отметил, что следует продолжать работать над мирным урегулированием ситуации, продолжать соблюдать режим прекращения огня, а также Совет одобрил принцип, по которому территориальный вопрос княжества Джамму и Кашмир должен быть решен в ходе проведения свободного и беспристрастного плебисцита под эгидой ООН. Также резолюция предлагает Грему и в дальнейшем прилагать все усилия по урегулированию кашмирского конфликта и призывает стороны конфликта оказывать всемерное содействие в его усилие найти разрешения вопросов, сложившимися между Индией и Пакистаном.
Резолюция была принята 9 голосами. Советский Союз и Индия воздержались от голосования.